# Simón Brauer
Simon Brauer (nascut el 22 de juny de 1973 a Quito, Equador) és un fotògraf i director de fotografia. També és autor del primer llibre equatorià sobre fotografia 3D, Quito Profundo. Va col·laborar en diverses agències de publicitat, revistes, pel·lícules i llibres. La seva trajectòria com a director de fotografia i fotògraf s'orienta cap a l'art, on l'experimentació és una eina fonamental. Brauer va ser dels primers a lluitar pels estudis cinematogràfics a l'Equador quan les pel·lícules locals eren rares. L'any 2014 es va presentar a Variety com un dels talents més interessants de l'Equador (juntament amb el director Diego Araujo i l'actor Víctor Aráuz) Com a director de fotografia ha col·laborat amb reconeguts cineastes equatorians com Sebastián Cordero, Mateo Herrera, Ivan Mora Manazano i Ana Cristina Barragán. Brauer també treballa com a director de fotografia de vídeos musicals per a diversos músics coneguts.
Brauer al llarg de la seva carrera ha aconseguit diversos premis. Des del 2007 fins a l'actualitat ha estat guardonat amb set mencions d'honor als "International Photography Awards" un dels concursos de fotografia més importants a nivell mundial. La seva obra ha estat exposada en diversos museus i galeries de prestigi com el Museu de la Fundació Portuguesa de la Comunicació de Lisboa, La Fábrica de Madrid, el Museu Municipal d'Art de Puertollano – Espanya, entre d'altres.
La seva publicació "Quito Profundo" és el primer llibre equatorià de fotografia en 3D, ses va constituir com un referent important per a la història de la fotografia a l'Equador. Les fotografies de "Quito Profundo" es mostren en museus colonials com l'Església de la Companyia de Jesús a Quito Equador.